# Larisa Dmitrijeva

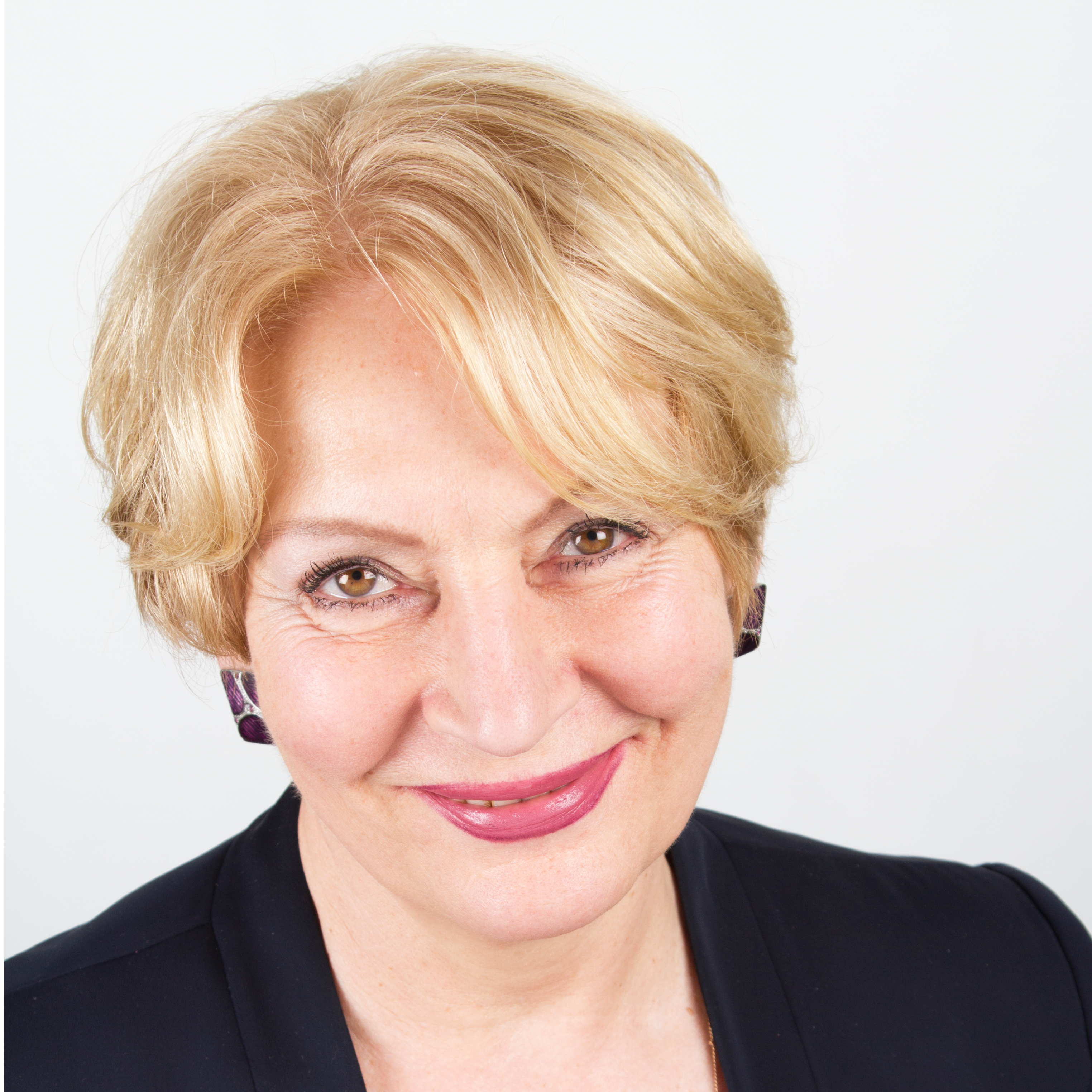
Larisa Dmitrijeva

Larisa Dmitrijeva (russisch Лариса Дмитриева, transkribiert Larissa Dmitrijewa; * 27. Februar 1950 in Smolensk, Sowjetunion) ist eine litauische Politikerin.

## Leben
Nach dem Abitur 1967 an der 8. Mittelschule Vilnius in Naujamiestis absolvierte sie 1972 das Diplomstudium der Geschichte und der englischen Sprache am Pädagogischen Institut Smolensk sowie 1981 das Diplomstudium der Rechtswissenschaft an der Vilniaus valstybinis universitetas. Von 1979 bis 1984 arbeitete sie bei ZK der Lietuvos komunistų partija. Von 1984 bis 1986 studierte sie an der  Parteihochschule der KPdSU in Leningrad.
Von 2000 bis 2004 war sie Gehilfin im Seimas.
Von 2003 bis 2011 war sie Mitglied im Stadtrat Vilnius.
Seit 2012 ist sie Mitglied im Seimas.
Sie ist Mitglied der Lietuvos rusų sąjunga und Darbo partija.
Sie ist verheiratet. Mit ihrem Mann Mečislovas hat sie den Sohn Tomas.